# Augerums socken
Augerums socken i Blekinge ingick i Östra härad, uppgick 1967 i Karlskrona stad och området är sedan 1971 en del av Karlskrona kommun, från 2016 inom Augerums och Flymens distrikt.
Socknens areal är 115,4 kvadratkilometer, varav land 110,2. År 2000 fanns här 6 158 invånare. En del av tätorten Karlskrona, tätorten Kättilsmåla och kyrkbyn Augerum med sockenkyrkan Augerums kyrka ligger i socknen. 

## Administrativ historik
Socknen har medeltida ursprung.
År 1680 utbröts Karlskrona stad ur socknen där Karlskrona stadsförsamling (före 1840 Karlskrona Storkyrkoförsamling) och Karlskrona Tyska församling bildades. Vid kommunreformen 1862 övergick socknens kyrkliga frågor till Augerums församling och dess borgerliga frågor till Augerums landskommun. Första maj 1888 utbröts Tjurkö socken och 1934 inkorporerades delar av landskommunen till Karlskrona stad. 1920 bröts Flymens församling ut ur Augerums församling men landskommen behölls för detta område. Landskommunen uppgick sedan 1952 i Lyckeby landskommun och uppgick 1967 i Karlskrona stad som 1971 blev en del av Karlskrona kommun.  2002 uppgick församlingen i Lyckå församling.
1 januari 2016 inrättades distrikten Augerum och Flymen, med samma omfattning som motsvarande församlingar hade 1999/2000 och fick 1920, och vari detta sockenområde ingår.
Socknen har tillhört fögderier, tingslag och domsagor enligt vad som beskrivs i artikeln Östra härad. Socken indelades fram till 1901 i 39 båtsmanshåll, vars båtsmän tillhörde Blekinges 2:a båtsmanskompani.

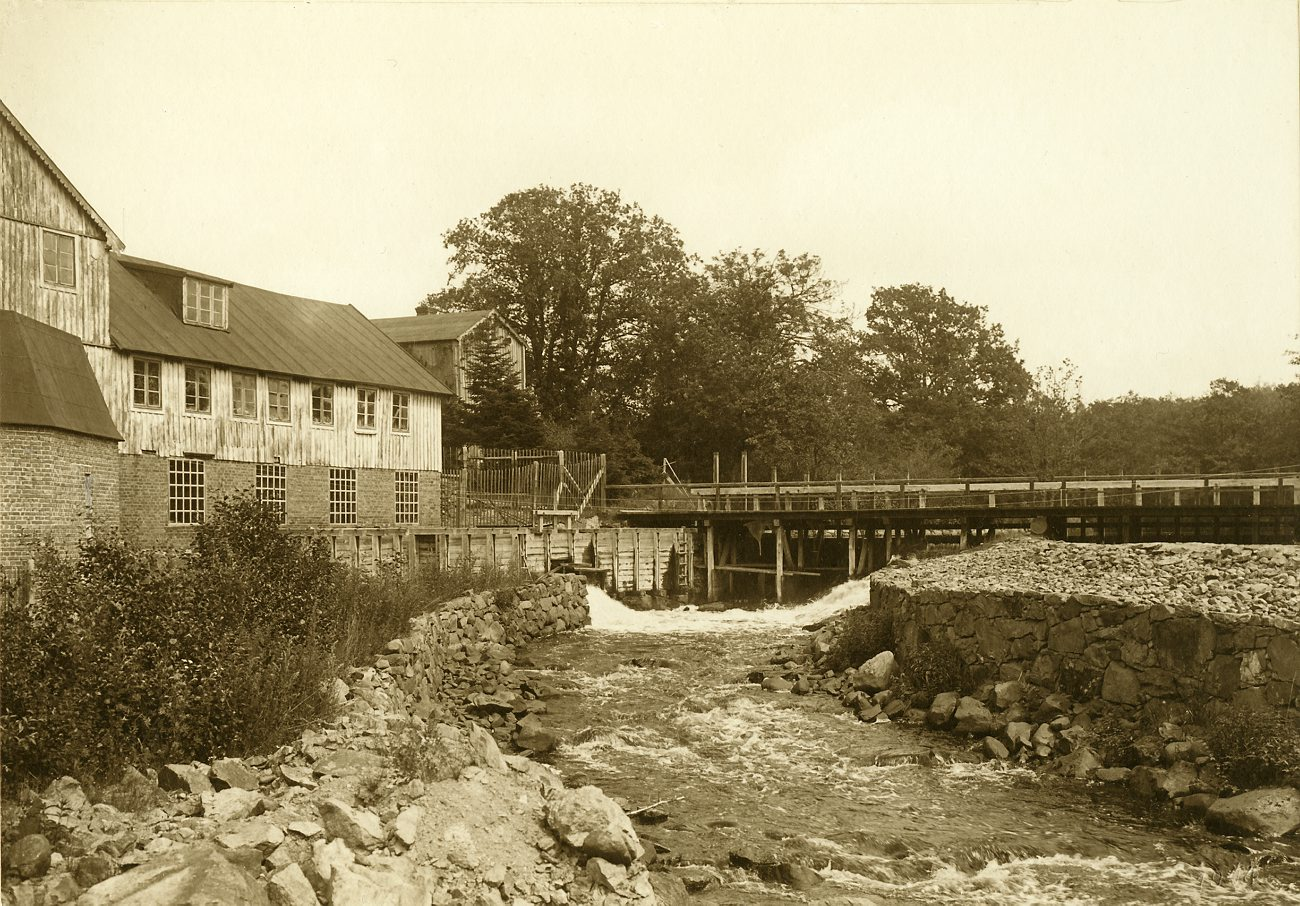
Bro- och dammbyggnad över Lyckebyån vid Mariefors nu nedlagda fabriker i Augerum socken.

## Geografi
Augerums socken som sträcker sig uppifrån smålandsgränsen och söderut till Karlskrona, är genomfluten av Lyckebyån. Höglandet i norr består mest av skogsbygd med talrika mossar, söder därom vidtar en sjörik mellanbygd som närmare kustområdena övergår i flack dalbygd.

## Fornminnen
Cirka 150 fornlämningar har återfunnits. Rösen i bergläge, resta stenar samt fyra järnåldersgravfält, varav ett större vid Vedeby. Husgrunder från förhistorisk tid har påträffats vid Augerum, två ovala klinhus. Under den ena av dessa grunder fanns en bronsåldersgrav och under den andra en skeppsgrav (600-talet e. Kr.)

## Namnet
Namnet skrevs på 1400-talet Awarum och innehåller awe ’vik’ (i Lyckebyån) och rum ’öppen plats’.

## Befolkningsutveckling
| Befolkningsutvecklingen i Augerums socken 1750–1990                                                     | Befolkningsutvecklingen i Augerums socken 1750–1990 | Befolkningsutvecklingen i Augerums socken 1750–1990 | Befolkningsutvecklingen i Augerums socken 1750–1990 | Befolkningsutvecklingen i Augerums socken 1750–1990 |
| --- | --------------------------------------------------- | --------------------------------------------------- | --------------------------------------------------- | --------------------------------------------------- |
| |                                                     |                                                     |                                                     |                                                     |
| År |                                                     |                                                     | Folkmängd                                           |                                                     |
| 1750 | 1750                                                |                                                     | 1 112                                               |                                                     |
| 1760 | 1760                                                |                                                     | 1 134                                               |                                                     |
| 1769 | 1769                                                |                                                     | 1 337                                               |                                                     |
| 1780 | 1780                                                |                                                     | 1 502                                               |                                                     |
| 1790 | 1790                                                |                                                     | 1 660                                               |                                                     |
| 1800 | 1800                                                |                                                     | 1 948                                               |                                                     |
| 1810 | 1810                                                |                                                     | 2 223                                               |                                                     |
| 1820 | 1820                                                |                                                     | 2 389                                               |                                                     |
| 1830 | 1830                                                |                                                     | 2 536                                               |                                                     |
| 1840 | 1840                                                |                                                     | 3 011                                               |                                                     |
| 1850 | 1850                                                |                                                     | 3 325                                               |                                                     |
| 1860 | 1860                                                |                                                     | 3 685                                               |                                                     |
| 1870 | 1870                                                |                                                     | 4 234                                               |                                                     |
| 1880 | 1880                                                |                                                     | 5 121                                               |                                                     |
| 1890 | 1890                                                |                                                     | 4 335                                               |                                                     |
| 1900 | 1900                                                |                                                     | 3 966                                               |                                                     |
| 1910 | 1910                                                |                                                     | 4 503                                               |                                                     |
| 1920 | 1920                                                |                                                     | 5 066                                               |                                                     |
| 1930 | 1930                                                |                                                     | 6 175                                               |                                                     |
| 1940 | 1940                                                |                                                     | 3 519                                               |                                                     |
| 1950 | 1950                                                |                                                     | 3 621                                               |                                                     |
| 1960 | 1960                                                |                                                     | 3 261                                               |                                                     |
| 1970 | 1970                                                |                                                     | 3 807                                               |                                                     |
| 1980 | 1980                                                |                                                     | 6 176                                               |                                                     |
| 1990 | 1990                                                |                                                     | 7 063                                               |                                                     |
| Anm: Källor: Umeå universitet - Tabellverket 1749-1859, Demografiska databasen, CEDAR, Umeå universitet |                                                     |                                                     |                                                     |                                                     |